# Sonic Prime
Sonic Prime és una sèrie de televisió d'animació infantil canadencoestatunidenca basada en la franquícia de Sonic, coproduïda per Sega, Netflix Animation, WildBrain Studios i Man of Action Entertainment. La sèrie es va estrenar mundialment el 15 de desembre de 2022 a Netflix amb el doblatge i subtítols en català. Segons el mateix WildBrain Studios, la sèrie ha de tenir almenys 24 episodis en total. Sega va confirmar que la segona temporada s'estrenaria el 13 de juliol de 2023, també amb doblatge i subtítols en català. La tercera temporada es va estrenar l'11 de gener de 2024.
A la sèrie, el destí d'un multivers depèn d'en Sonic. La sèrie tracta temes com l'autodescobriment i la redempció, i està adreçat a nens d'entre sis i onze anys, així com als seguidors de la sèrie. S'afirma que compleix "l'escala i l'abast" d'altres històries de la franquícia. Diversos personatges de Sonic, com Tails, Amy, Shadow, Big i Doctor Eggman apareixen a la sèrie.
El doblatge va ser produït per Iyuno-SDI Group i dirigit per Anna Orra a partir de la traducció d'Ada Arbós. Compta amb les veus de Roger Isasi-Isasmendi (Sonic), Francesc Belda (Dr. Eggman), Irene Miràs (Tails) i Marc Torrents (Knuckles), entre d'altres. El repartiment de veus originals està format per Deven Mack com a Sonic, Ashleigh Ball, Shannon Chan-Kent, Brian Drummond, Vicent Tong, Ian Hanlin, Kazumi Evans i Adam Narada.

## Repartiment
| Personatge                 | Doblatge original  | Doblatge en català    |
| -------------------------- | ------------------ | --------------------- |
| Sonic                      | Deven Mack         | Roger Isasi-Isasmendi |
| Dr. Eggman                 | Brian Drummond     | Francesc Belda        |
| Tails/Nine                 | Ashleigh Ball      | Irene Miràs           |
| Knuckles                   | Adam Nurada        | Marc Torrents         |
| Amy Rose                   | Shannon Chan-Kent  | Meritxell Ribera      |
| Shadow                     | Ian Hanlin         | Manel Gimeno          |
| Rouge                      | Kazumi Evans       | Marta Barbarà         |
| Renegade Knucks/Dr. Babble | Vincent Tong       | Aleix Estadella       |
| Big                        | Ian Hanlin         | Santi Lorenz          |
| Dr. Done It                | Brian Drummond     | Aleix Estadella       |
| Red                        | Rachell Hofstetter | Anna Orra             |

## Producció
Sonic Prime es va anunciar oficialment el febrer de 2021, tot i que el desenvolupament de la sèrie es va revelar inicialment en un tuit eliminat el desembre de 2020. La sèrie tindrà 24 episodis en total. Colleen O'Shaughnessey, coneguda per interpretar Miles "Tails" Prower des del 2014, va respondre a un tuit a Twitter que no repetirà el paper a la sèrie de Netflix. El maig de 2022, es va anunciar que Deven Mack posaria la veu original al personatge titular de la sèrie.
Un dels guionistes, Duncan Rouleau, va afirmar que la sèrie estarà ambientada en "l'univers dels videojocs creat per Sonic Team" i que "no es descarten possibles encreuaments de Sega". El juny de 2021, es va descobrir l'art conceptual de la sèrie a la cartera d'un artista, que posteriorment va ser suprimida. Duncan Rouleau va confirmar més tard que Ian Flynn, que ha guionitzar les sèries Archie, Boom i IDW, en seria un consultor.